# HyeJu (cantante)
Son Hye-ju (hangul: 손혜주; Gwanak-gu, Seúl, 13 de noviembre del 2001), más conocida por su nombre artístico HyeJu (hangul: 혜주), es una cantante, rapera y bailarina surcoreana. Anteriormente, fue miembro de Loossemble, grupo formado por miembros del grupo inactivo LOONA. Fue la duodécima integrante del grupo femenino LOONA en presentarse, luego debutó en la subunidad LOONA yyxy.

## Primeros años de vida
HyeJu nació el 13 de noviembre de 2001 en el distrito Gwanak-gu de Seúl, Corea del Sur.

## Carrera
El 17 de marzo de 2018 fue revelada como la duodécima integrante de LOOΠΔ, poniendo fin al proyecto de prelanzamiento del grupo. El 30 del mismo mes se lanzó su sencillo Olivia Hye.
La subunidad LOONA yyxy, formada por Yves, Chuu, Go Won y HyeJu, fue revelada el 27 de abril. El EP beauty&thebeat fue lanzado el 30 de mayo.
LOONA debutó como grupo completo el 20 de agosto de 2018 con el EP + +. 
El 16 de junio de 2023 rompió su contrato con la empresa, BlockBerry Creative, junto con algunos miembros del grupo. 
En julio de 2023, HyeJu firmó un contrato exclusivo con el sello discográfico CTDENM. Hyunjin, Yeojin, Vivi y Gowon también firmaron con el sello. 
En agosto de 2023, fue anunciada como una de las cinco integrantes del grupo Loossemble, integrado por integrantes de LOONA. 